# Grassano
Grassano is een gemeente in de Italiaanse provincie Matera (regio Basilicata) en telt 5623 inwoners (31-12-2004). De oppervlakte bedraagt 41,1 km², de bevolkingsdichtheid is 141 inwoners per km².

## Demografie
Grassano telt ongeveer 2139 huishoudens. Het aantal inwoners daalde in de periode 1991-2001 met 4,5% volgens cijfers uit de tienjaarlijkse volkstellingen van ISTAT.
| Jaar | Inwoneraantal |
| ---- | ------------- |
| 1991 | 6065          |
| 2001 | 5792          |

## Geografie
Grassano grenst aan de volgende gemeenten: Calciano, Garaguso, Grottole, Irsina, Salandra, Tricarico.